# Partei der Patrioten Kasachstans
Die Partei der Patrioten Kasachstans (kasachisch Қазақстан патриоттар партиясы (ҚПП), russisch Партия патриотов Казахстана (ППК)) war eine politische Partei in Kasachstan.

## Geschichte
Die Partei der Patrioten Kasachstans wurde von Ghani Qassymow gegründet und am 4. August 2000 offiziell registriert. Bei der Parlamentswahl 2004 nahm sie zum ersten Mal an einer kasachischen Wahl teil, konnte mit einem Stimmenanteil von rund 0,6 Prozent aber keinen Abgeordneten in die Mäschilis, das Unterhaus des kasachischen Parlaments, entsenden.
Auf einem Parteikongress am 26. September 2005 entschied sich die Partei, die Kandidatur von Nursultan Nasarbajew bei der anstehenden Präsidentschaftswahl zu unterstützen und keinen eigenen Bewerber zu nominieren. Bei der Parlamentswahl 2007 konnte die Partei ihr Ergebnis leicht steigern auf nunmehr 0,8 Prozent, scheitere aber immer noch deutlich an der Sieben-Prozent-Hürde. Für die Präsidentschaftswahl 2011 nominierte die Partei ihren Parteivorsitzenden Ghani Qassymow, der mit rund zwei Prozent der Stimmen den zweiten Platz erreichte. Bei der Parlamentswahl 2012 erreichte die Partei der Patrioten erneut rund 0,8 Prozent der Stimmen.
Auf einem außerordentlichen Parteikongress am 29. August 2015 trat Ghani Qassymow als Parteivorsitzender zurück. Zum neuen Vorsitzenden wurde Tolymbek Ghabdilaschimow gewählt. Am 5. September 2015 beschloss die Partei mit der Sozialdemokratischen Partei Auyl zu fusionieren.

## Wahlen
| Parlamentswahlergebnisse | Parlamentswahlergebnisse | Parlamentswahlergebnisse | Parlamentswahlergebnisse | Parlamentswahlergebnisse |
| Wahl                     | Stimmenanzahl            | Stimmenanteil            | Sitze                    |                          |
| ------------------------ | ------------------------ | ------------------------ | ------------------------ | ------------------------ |
| 2004                     |                          | 0,6 %                    | 0/77                     |                          |
| 2007                     | 46.436                   | 0,78 %                   | 0/98                     |                          |
| 2012                     | 57.732                   | 0,83 %                   | 0/98                     |                          |